# Margaret Vo Schaus
Margaret Vo Schaus là người Mỹ gốc Việt, hiện là Giám đốc phụ trách hoạt động kinh doanh của Văn phòng Thứ trưởng đặc trách Nghiên cứu và Kỹ thuật của Bộ Quốc phòng Mỹ. Đầu tháng 5 năm 2021, bà Margaret Vo Schaus được Tổng thống Hoa Kỳ Joe Biden đề cử vào vị trí Giám đốc tài chính của Cơ quan Hàng không và Vũ trụ Hoa Kỳ (NASA).

## Cuộc đời
Margaret Vo Schaus thuộc thế hệ thứ nhất của người Mỹ gốc Việt. Bà sinh ra ở Bang Michigan (Hoa Kỳ) và lớn lên ở vùng Nam California.